# La pupilla
La pupilla è una commedia teatrale in cinque atti in versi (endecasillabi sdruccioli) scritta da Carlo Goldoni nel 1757 per completare il decimo volume dell'edizione Paperini. Scrisse l'autore nei suoi Mémoires: è una composizione tutta quanta di fantasia, lavorata sulla maniera degli antichi e unicamente destinata alla stampa, affinché nel mio Teatro vi fossero produzioni di ogni genere e un’idea dello stile comico di tutti i tempi. Imitando nella versificazione lo stile delle commedie di Ludovico Ariosto, Goldoni volle dimostrare le sue capacità ai letterati che lo trattavano da ignorante. Dedicò l'opera alla poetessa Cornelia Barbaro Gritti.

## Trama
La giovane Caterina è bramata in sposa dal suo stesso tutore, messer Luca, e dal giovane vicino di casa, Orazio. La vecchia nutrice riuscirà a sistemare tutto rivelando che in realtà Caterina è figlia naturale del tutore.

## Poetica
Scrisse il commediografo: Procurai di ravvivare la sterilità dell’antica commedia con scene equivoche, allo scopo di aumentare l’effetto e sostenere maggiormente la sospensione. In effetti, tra gli intrecci della trame e gli spassosi equivoci ingenerati dai due servi Placida e Panfilo, si fanno strada tematiche importanti come l’incesto e la condizione femminile.